# Тульський театр ляльок
Ту́льський держа́вний теа́тр ляльо́к — театр ляльок в Тулі.

## Історія театру
Театр заснований у 1937 році. Свій перший театральний сезон театр ляльок відкрив казкою-виставою за п'єсою Ніни Гернет і Тетяни Гуревич «Гусеня». Репертуар складають кращі твори світової та російської літератури. Театр ляльок є неодноразовим дипломантом і лауреатом російських і міжнародних фестивалів. Свої вистави показує в містах: Росії, США, Німеччини, Іспанії, Франції.